# Stora Furuholmen
Stora Furuholmen med Lilla Furuholmen är en ö i Finland. Den ligger i Skärgårdshavet och i kommunen Salo i den ekonomiska regionen  Salo i landskapet Egentliga Finland, i den sydvästra delen av landet. Ön ligger omkring 58 kilometer sydöst om Åbo och omkring 110 kilometer väster om Helsingfors.
Öns area är 3,6 hektar och dess största längd är 350 meter i nord-sydlig riktning. I omgivningarna runt Stora Furuholmen växer i huvudsak barrskog.

## Sammansmälta delöar
- Stora Furuholmen 60°03′42″N 22°57′38″Ö / 60.06153°N 22.96044°Ö
- Lilla Furuholmen 60°03′34″N 22°57′40″Ö / 60.05958°N 22.96107°Ö

## Klimat
Inlandsklimat råder i trakten. Årsmedeltemperaturen i trakten är 4 °C. Den varmaste månaden är juli, då medeltemperaturen är 18 °C, och den kallaste är januari, med −10 °C.